# 12 розгніваних чоловіків (фільм, 1957)
«12 розгніваних чоловіків»  (англ. 12 Angry Men) — американський фільм-драма, знятий режисером Сідні Люметом в 1957 році за мотивами драми «12 розгніваних чоловіків» Реджинальда Роуза. За винятком декількох хвилин, всі події відбуваються в кімнаті засідань присяжних. Один із присяжних намагається змінити думку решти щодо вироку.
Фільм виборов «Золотого ведмедя» на 7-му Берлінському міжнародному кінофестивалі, що відбувся у рік виходу фільму.
У 1997 році випущений рімейк фільму.
У 2007 році фільм було відібрано для збереження у Національному реєстрі фільмів Бібліотекою Конгресу.
Станом на 1 березня 2024 року фільм займає 5-ту позицію у списку 250 найкращих фільмів за версією IMDb.
Український переклад зробила студія Цікава ідея на замовлення Гуртом..

## Сюжет
Історія починається в суді після завершальних промов у справі про вбивство і суддя віддає інструкції лаві присяжних. Відповідно до тогочасних законів в США, смертний вирок мусив бути ухвалений присяжними одностайно. Питання, відповідь на яке вони шукають, полягає в тому, чи вбив підозрюваний 18 річний хлопець власного батька. Журі також поінформоване, що визнання підозрюваного винним призведе до обов'язкової страти (відповідно до сучасних законів США, таке відбутись вже не може). Дванадцять чоловіків переходять до кімнати засідань, де вони починають знайомитись один з одним та обговорювати справу. Сюжет фільму розгортається навколо складностей у винесенні вердикту через, в деяких випадках, упередження деяких членів журі. Попри необхідність проведення дискусії, жоден із членів журі не звертається до іншого на ім'я, оскільки імена їм не відомі; однак, в самому кінці, персонажі Джозефа Свіні та Генрі Фонди називають свої імена (МакКардл та Девіс, відповідно).

## У ролях
1. Присяжний № 1 — Мартін Болсам (Голова лави присяжних)
2. Присяжний № 2 — Джон Фідлер
3. Присяжний № 3 — Лі Джей Кобб
4. Присяжний № 4 — І. Дж. Маршалл
5. Присяжний № 5 — Джек Клаґмен
6. Присяжний № 6 — Едвард Бінс
7. Присяжний № 7 — Джек Ворден
8. Присяжний № 8 — Генрі Фонда (Девіс)
9. Присяжний № 9 — Джозеф Свіні (МакАрдль)
10. Присяжний № 10 — Ед Беглі
11. Присяжний № 11 — Джордж Восковець
12. Присяжний № 12 — Роберт Веббер

## Для подальшого читання
- Making Movies, by Sidney Lumet. (c) 1995, ISBN 978-0-679-75660-6 (англ.)
- Ellsworth, Phoebe C. (2003). One Inspiring Jury [Review of ‘Twelve Angry Men’]. Michigan Law Review. 101 (6): 1387—1407. JSTOR 3595316. Глибокий аналіз, порівняння із дослідженнями поведінки присяжних (англ.)
- The New York Times, April 15, 1957, «12 Angry Men», review by A. H. Weiler (англ.)
- Readings on Twelve Angry Men, by Russ Munyan, Greenhaven Press, 2000, ISBN 978-0-7377-0313-9 (англ.)
- Chandler, David. «The Transmission model of communication» Communication as Perspective Theory. Sage publications. Ohio University, 2005. (англ.)
- Lanham, Richard. «Introduction: The Domain of Style analyzing prose.» (New York, NY: Continuum, 2003) (англ.)